# Susanne Riess-Passer
Susanne Riess-Passer, née le 3 janvier 1961 à Braunau am Inn, est une femme politique autrichienne, membre du Parti autrichien de la liberté (FPÖ), dont elle a été présidente fédérale de 2000 à 2002. Elle a été la première femme à occuper les fonctions de vice-chancelier en Autriche.

## Formation et carrière
Après avoir suivi des études primaires à Mattighofen et accompli ses études secondaires à Salzbourg, où elle obtient son Matura en 1979, elle étudie le droit à l'université d'Innsbruck, passant avec succès son doctorat en 1974. Trente ans plus tard, elle devient directrice générale de la société de bâtiment et travaux publics Wüstenrot Bausparkasse et vice-présidente du conseil de surveillance du Bundestheater.

## Parcours politique

### La première vice-chancelière
Le 4 février 2000, à la suite de la formation de la première coalition noire-bleue entre le Parti populaire autrichien (ÖVP) de Wolfgang Schüssel et le FPÖ, Susanne Riess-Passer est nommée vice-chancelière et ministre fédérale de la Fonction publique et des Sports. Portée dans le même temps à la présidence fédérale du FPÖ, remplaçant ainsi Jörg Haider, elle est la première femme numéro deux du gouvernement fédéral.

### La fidèle de Jörg Haider
Au cours de ses années au sein du Parti autrichien de la liberté, elle avait fait preuve d'une loyauté sans faille à Haider, à tel point qu'elle y avait gagné le surnom de « cobra royal ». Pour beaucoup de cadres du FPÖ, sa nomination à la tête du parti était vue comme purement formelle, le pouvoir réel restant entre les mains de son chef historique.

### Le putsch de Knittelfeld
Lors du congrès du parti à Knittelfeld, en Styrie, le 7 septembre 2002, auquel elle n'assiste pas, Jörg Haider fait déchirer publiquement un accord passé entre eux concernant la nouvelle politique du FPÖ, victime à l'époque d'une chute de sa popularité. Elle décide alors, avec le président du groupe parlementaire au Conseil national, Peter Westenthaler, et le ministre fédéral des Finances, Karl-Heinz Grasser, de remettre sa démission. Ce choix provoque la chute du cabinet et de nouvelles élections législatives, au cours desquelles le FPÖ perd dix-sept points et trente-quatre députés. L'alliance est malgré tout reconduite le 28 février 2003, sans qu'elle n'en fasse partie. Elle se retire alors de la vie politique.

## Ouvrage en partie consacré à Susanne Riess-Passer
- BALAND Lionel, Jörg Haider le phénix. Histoire de la famille politique libérale et nationale en Autriche, Collection « Politica », Éditions des Cimes, Paris, 2012.  (ISBN 979-10-91058-02-5)